# Organisation de l’armée secrète

Emblem der OAS

Die Organisation de l’armée secrète (OAS; deutsch Organisation der geheimen Armee; auch Organisation armée secrète, deutsch Geheime bewaffnete Organisation) war eine französische Terrorbewegung während der Endphase des Algerienkriegs. Der Name ist bewusst angelehnt an die Armée secrète, eine Gruppierung der französischen Résistance während des Zweiten Weltkriegs. Die OAS bekämpfte einerseits nationalistische Algerier, die gewaltsam die Unabhängigkeit anstrebten, andererseits den französischen Staat, der die militärische Unterdrückung dieser Unabhängigkeitsbewegung nicht mehr aufrechterhalten wollte. Gestützt auf Truppeneinheiten der Militärverwaltung, der Fallschirmjäger und der Fremdenlegion rief sie am 21. April 1961 in Algier einen Staatsstreich aus. Der Revolutionsversuch endete nach sechs Tagen. In Algerien starben rund 2200 Menschen durch die Taten der OAS, davon 1700 Algerier; es gab 5000 Verletzte, davon etwa 4000 Algerier. In der France métropolitaine tötete sie 70 Menschen und verletzte rund 400.

## Geschichte
Die OAS wurde im Februar 1961 von Offizieren und Generälen gegründet, die den Status Algeriens als Bestandteil des französischen Mutterlandes mit militärischen Mitteln erhalten wollten. Als offizielles Gründungsdatum gilt ein Treffen in Madrid am 20. Januar 1961 zwischen Jean-Jacques Susini, General Raoul Salan und Pierre Lagaillarde. Die Organisation wandte sich erstmals am 10. April 1961 mit dem auf Flugblättern verteilten Propagandaslogan „Die OAS schlägt zu, wo und wann sie will“ an die Öffentlichkeit. Die Offiziere versuchten damit bereits bestehende, spontan entstandene Freischärlergruppen aus den Reihen der Algerienfranzosen unter eine zentrale Führung zu stellen. Die Strategie der OAS war der algerischen Unabhängigkeitsbewegung nachempfunden und sah Terror als legitimes und erfolgversprechendes Mittel zur Erreichung ihrer politischen Ziele an. Eine zentralisierte Organisationsstruktur erreichte die Gruppierung nie, sie bestand vielmehr aus ideologisch und organisatorisch getrennten Untergruppierungen. Das Zeichen der OAS war das Keltenkreuz, ihr Wahlspruch lautete „L’Algérie est française et le restera“ („Algerien ist französisch und wird es bleiben“).
Die Organisation bestand aus rund 1500 Aktivisten im Untergrund um Algier und 200 um Bône. Der Historiker Guillaume Blanc der Universität Rennes 2 schätzt insgesamt etwa 1000 Mitglieder. Zudem hatte die OAS rund 15.000 Unterstützer für politische und logistische Aufgaben. Sie bestand mehrheitlich aus katholischen Algerienfranzosen und einer kleinen Minderheit algerischer Juden. Die OAS sollte nach den Aussagen ihrer Gründer dem Vorbild der zionistischen Hagana nachempfunden sein. Tatsächlich war die OAS nie mehr als eine lose Organisation unabhängig geführter Terrorzellen. Terrorismus war dabei neben intensiver politischer Agitation das erklärte Mittel der Wahl der Führung, ihre politischen Ziele zu erreichen. Die OAS war unter den Algerienfranzosen sehr populär. Im europäischen Frankreich stieß die Organisation jedoch auf Ablehnung im gesamten politischen Spektrum. Von den Behörden selbst wurde die Organisation mit denselben Methoden – Folter und Verschwindenlassen – bekämpft wie die für die Unabhängigkeit eintretende Guerilla der FLN (Front de libération nationale, deutsch: Nationale Befreiungsfront). Das Regime des spanischen Diktators Francisco Franco unterstützte die OAS und diente ihr als logistischer Rückzugsraum. Das Land stellte drei Ausbildungslager für die Gruppe zur Verfügung.
Ihre Absicht bestand darin, angesichts der sich abzeichnenden und auch von der westlichen Führungsmacht USA befürworteten Unabhängigkeit Algeriens das Land durch Militäraktionen zu beunruhigen und gleichzeitig zur wichtigsten politischen Interessenvertretung der französischen Patrioten in Algerien aufzusteigen. Gewaltakte gegen Muslime sollten zu einer Eskalation auf allen Seiten führen und so die auf Beschwichtigung ausgerichtete Algerienpolitik des Staatspräsidenten Charles de Gaulle sabotieren. Die OAS hegte die Hoffnung, die bevorstehende Unabhängigkeit auf diese Weise doch noch abwenden zu können. Neben de Gaulle gerieten auch andere Vertreter der Fünften Republik wie François Mitterrand sowie Intellektuelle wie Jean-Paul Sartre ins Visier der Organisation. Die Hauptleidtragenden waren jedoch die muslimischen Algerier: Weit über tausend fielen dem Terror der OAS zum Opfer.
Zur Explosivität der Lage trug weiterhin der Terror der algerischen FLN bei, der sich nicht nur gegen Algerienfranzosen, sondern auch gegen Frankreich-loyale algerische Muslime richtete. Am 21. April 1961 führte die OAS den Putsch von vier Generälen (Raoul Salan, Maurice Challe, Edmond Jouhaud und André Zeller) in Algier an, um die Sezessionspolitik de Gaulles zu torpedieren. Dieser Putschversuch scheiterte am 26. April 1961. Raoul Salan hatte in Madrid ein „Oberkommando im Exil“ errichtet, gegen ihn und sieben andere Putschisten verhängte ein französisches Gericht in Abwesenheit die Todesstrafe. Maurice Challe wurde zu 15 Jahren Gefängnis verurteilt.
Mit Attentaten und Sprengstoffanschlägen versuchte die OAS, die Verhandlungen über die Sezession Algeriens aufzuhalten. Die OAS zielte dabei auf die – teilweise assimilierten – Zivilpersonen aus der muslimischen Bildungs- und Funktionselite. Ein Ziel dahinter war, ein unabhängiges Funktionieren Algeriens ohne die Pied-noirs unmöglich zu machen. Die OAS zündete während dieser Kampagne bis zu 120 Bomben am Tag allein in Algier. Ebenso verübte die OAS Anschläge in Frankreich selbst. Bei einem gemeinhin der OAS zugeschriebenen Anschlag auf den Schnellzug Straßburg–Paris am 18. Juni 1961 starben 28 Menschen. De Gaulle entkam im September 1961 bei der Durchfahrt des Ortes Pont-sur-Seine nur knapp einem Bombenattentat der OAS.
Dieses Verhalten brachte der OAS die Ablehnung der französischen Öffentlichkeit ein. So kam es zu Massendemonstrationen gegen die Organisation, nachdem bei einem Bombenanschlag der OAS auf den Kriegsgegner und Kulturminister André Malraux am 7. Februar 1962 die vierjährige Delphine Renard, die mit ihren Eltern im gleichen Gebäude wohnte, schwer verletzt worden war. Der Journalist Niklaus Meienberg berichtet jedoch, dass führende Terroristen der OAS in der katholisch-konservativen Schweizer Stadt Freiburg im Üechtland (Fribourg) Zuflucht fanden.
Im März 1962 erlangte Algerien mit den Verträgen von Évian die Unabhängigkeit. Ende März rebellierte die OAS in einem offenen Kampf gegen den französischen Staat: Bei der Schlacht von Bab El Oued besetzte sie den Stadtteil Bab El Oued von Algier, in dem zahlreiche Algerienfranzosen aus der Arbeiterklasse lebten. Bei den mehrtägigen Kämpfen starben 35 Menschen. Am 25. März wurde die OAS durch die Verhaftung Edmond Jouhauds geschwächt. In der chaotischen Zeit der Unabhängigkeit Algeriens betrieb die OAS eine Politik der verbrannten Erde: Den verhassten Muslimen wollte man keine französischen Errungenschaften hinterlassen, und so brannten Delta Commandos der OAS unter anderem die Universitätsbibliothek in Algier nieder und sprengten in Oran die Stadthalle, die Bücherei und vier Schulen. Sie ermordete auch den Schriftsteller Mouloud Feraoun. In Oran starben durch Bombenanschläge der OAS im Mai 1962 täglich zehn bis 15 Menschen. Am 31. Mai 1962 wurde der französische Polizeichef Roger Gavoury von Mitgliedern der OAS ermordet. Im Juni und Juli 1962 wurden die OAS-Mitglieder Roger Degueldre, Claude Piegts und Albert Dovecar hingerichtet. Am 22. August 1962 verübte ein Kommando unter Oberstleutnant Jean Bastien-Thiry einen Mordanschlag auf de Gaulle in Petit-Clamart. Bastien-Thiry wurde gefasst, zum Tode verurteilt und am 11. März 1963 hingerichtet.
Zahlreiche OAS-Mitglieder gingen nach der Unabhängigkeit Algeriens über Spanien nach Lateinamerika, wo sie sich am sogenannten schmutzigen Krieg beteiligten. 1968 wurde von Präsident de Gaulle eine Amnestie erlassen, von der hochrangige Mitglieder profitierten, darunter Edmond Jouhaud, Pierre Lagaillarde, Raoul Salan und Georges Bidault.

## In der Populärkultur
- Der kleine Soldat (Le petit soldat. 1960), Film von Jean-Luc Godard über den Kampf zwischen OAS- und FLN-Agenten am Schauplatz Genf.
- Die Hölle von Algier (L’Insoumis 1964), Film von Alain Cavalier über die Entführung einer Anwältin durch die OAS mit Alain Delon und Lea Massari.
- Der Schakal (1973), Film, in dem das versuchte Attentat von OAS-Terroristen auf de Gaulle den Ausgangspunkt bildet, nach dem gleichnamigen Roman von Frederick Forsyth, der erstmals 1971 erschien.
- Im Geheimdienst Ihrer Majestät, James-Bond-Roman von Ian Fleming, Romanfigur Marc-Ange Draco benutzt Kontakte zur OAS, um den Unterschlupf von Bonds Gegner Blofeld anzugreifen.
- Aufstand in Algier (Je vous ai compris 2012), Film über das Schicksal dreier junger Erwachsener im Algier von 1961.